# Garde prétorienne (Star Wars)
Unité militaire apparaissant dans
Star Wars.
??? – 34 ap. BY
Garde royale de l'Empereur
La garde prétorienne est une unité militaire d'élite fictive de l'univers officiel de Star Wars. Elle est fondée après la chute de l'Empire galactique et est utilisée notamment par le Premier Ordre.

## Univers
L'univers de Star Wars se déroule dans une Galaxie qui est le théâtre d'affrontements entre les chevaliers Jedi et les seigneurs noirs des Sith, personnes sensibles à la Force, un champ énergétique mystérieux leur procurant des pouvoirs psychiques. Les Jedi maîtrisent le côté lumineux de la Force, pouvoir bénéfique et défensif, pour maintenir la paix dans la galaxie. Les Sith utilisent le côté obscur, pouvoir nuisible et destructeur, pour leurs usages personnels et pour dominer la galaxie.

## Histoire

### Origines
La garde prétorienne impériale est inspirée d'une garde prétorienne antique ayant existé sur la planète Kitel Phard. Cette garde servait les empereurs atrisiens, qui ont fini par disparaître.

### Au service du conseil de l'Ombre
Après la mort de Palpatine, dirigeant de l'Empire galactique, le conseil de l'Ombre désormais à la tête des vestiges de l'Empire recrée une garde, la garde prétorienne impériale.
Les nouveaux gardes prétoriens sont en quelque sorte une nouvelle version des gardes royaux qui protégeaient Palpatine à la tête de l'Empire galactique.
Ces gardes sont notamment mis à disposition des membres du Conseil de l'Ombre lorsqu'ils considèrent qu'ils nécessitent une protection supplémentaire.
Lors d'une réunion du conseil de l'Ombre, Moff Gideon réclame la mise à sa disposition de trois gardes prétoriens pour assurer sa sécurité. La demande surprend alors les autres membres du Conseil, mais les gardes prétoriens sont bien envoyés vers la base de Gideon sur Mandalore.
L'intervention des trois gardes prétoriens sur Mandalore a lieu alors que le Mandalorien Paz Vizsla, un puissant guerrier qui manie l'armement lourd comme le corps-à-corps, cherche à contenir seul les forces impériales pour permettre à Bo-Katan Kryze et à d'autres Mandaloriens de fuir,.
Il est alors soudainement attaqué par les gardes. Malgré son armure en beskar et le fait qu'il se soit montré en mesure de vaincre des dizaines de soldats juste avant, Paz Vizsla est rapidement neutralisé et tué par ses trois ennemis.

### Au service de Snoke
Le Suprême Leader du Premier Ordre Snoke fait de cette unité, désormais appelée garde prétorienne d'élite, sa garde personnelle. Les gardes de Snoke sont équipés de casques différents et d'armes plus efficaces que leurs prédécesseurs du conseil de l'Ombre,.
Plusieurs années plus tard, Snoke est accompagné de huit gardes prétoriens, lorsqu'il accueille Kylo Ren et Rey.
Quand Kylo Ren tue Snoke pour tuer Rey, les deux utilisateurs de la Force sont attaqués par les gardes prétoriens. Kylo Ren et Rey sont mis en difficulté par leurs adversaires, mais finissent par vaincre au sabre laser les gardes.

## Caractéristiques
Les gardes prétoriens sont formés à différents types d'arts martiaux, tels le Teräs Käsi, la Main Bakuuni, les arts martiaux echani ou encore des techniques de Nar Kanji.
Reprenant la tradition appliquée à la garde antique atrisienne, la garde prétorienne est organisée en quatre paires, chaque groupe maniant une arme différente et étant formé de deux guerriers entraînés à combattre ensemble.

### Équipement
Comme les gardes de Palpatine, les gardes prétoriens ont une armure écarlate. Ils portent constamment un masque, ce qui empêche de connaître leur identité.
Leur armure peut aussi générer un champ les protégeant des attaques au sabre laser de faible intensité, mais pas des coups directs avec un sabre laser.
Les gardes prétoriens utilisent des armes tels des vibro-voulges, des vibro-arbirs à lames jumelles ou encore des électro-bisentos. Ces armes sont équipées de générateurs d'ultrasons et imprégnées d'une énergie électro-plasma, ce qui permet de dévier par exemple des coups de sabre laser. Conçues pour tuer, elles sont plus dangereuses que des sabres laser,.
Les électro-bisentos de la garde prétorienne permettent notamment de transpercer le beskar, métal dont les armures des Mandaloriens sont composées. L'électro-bisento est une arme d'hast dont les lames ont une forme de faux.

## Concept et création
Rian Johnson, réalisateur du film Les Derniers Jedi, dans lequel les gardes prétoriens sont introduits pour la première fois, explique que l'équipe de production du film a cherché à leur donner un air plus menaçant en faisant en sorte qu'ils puissent se déplacer et se battre, alors que, dans Le Retour du Jedi, les gardes de Palpatine semblent imposants mais ne sont pas montrés en train de se battre,.
Le réalisateur explique que les gardes prétoriens ressemblent plus à des samouraï. Leur conception s'inspire notamment de la garde prétorienne des empereurs romains,.
Rian Johnson demande donc au costumier Michael Kaplan de concevoir des personnages qui doivent pouvoir être mobiles et qui « doivent paraître dangereux »,,,.

## Adaptations

### Figurines
En septembre 2023, à la suite de l'apparition de gardes prétoriens dans la saison 3 de The Mandalorian, Sideshow Collectibles annonce la mise en vente de figurines représentant un garde prétorien à l'échelle 1 / 6.

### Autres
En octobre 2017, avant même la sortie du film Les Derniers Jedi, Lucasfilm et Build-A-Bear Workshop annoncent un partenariat dans la mise en vente d'ours en peluche faisant référence à des protagonistes du film, dont un modèle d'ours en peluche à armure de garde prétorien, alors que les gardes prétoriens sont encore des personnages nouveaux dont la popularité auprès des fans n'est pas encore connue.
Dans le jeu vidéo d'avril 2022 Lego Star Wars : La Saga Skywalker, les gardes prétoriens apparaissent dans le niveau « La colère de Snoke ». Deux des défis de ce niveau sont liés à l'affrontement entre d'une part Kylo Ren et Rey et d'autre part les gardes prétoriens,.

## Accueil
Un article du site Internet Screen Rant souligne le fait que la garde prétorienne dans Star Wars diffère de celle de l'Empire romain en cela que, tandis que la seconde peut facilement renverser l'empereur et reconnaître l'autorité de son successeur, la première reste étonnament fidèle à Snoke même après sa mort et attaque Kylo Ren au lieu de l'accepter comme nouveau dirigeant du Premier Ordre. L'article précise que cette réaction des gardes prétoriens à la mort de Snoke devrait être expliquée, et que la loyauté des gardes à Snoke est une divergence majeure avec la principale source d'inspiration qu'est la garde prétorienne romaine.
Un fan art représentant un duel entre un garde prétorien de Star Wars et le Magna Defender de Power Rangers publié sur Twitter est repris par un article du site Internet Screen Rant. Selon cet article, un groupe de gardes pourrait éventuellement vaincre le Magna Defender, mais, en duel l'opposant un unique garde prétorien, le garde est assurément vaincu.